# Badger, South Dakota
Badger är en ort i Kingsbury County i delstaten South Dakota, USA.